# Raysymmela pallipes
Raysymmela pallipes är en skalbaggsart som beskrevs av Blanchard 1850. Raysymmela pallipes ingår i släktet Raysymmela och familjen Melolonthidae. Inga underarter finns listade i Catalogue of Life.